# Lauberhorn
Lauberhorn je sjezdovka ve švýcarském Wengenu, v Bernských Alpách, v blízkosti hor Eiger, Mönch a Jungfrau. Od roku 1930 jsou zde pořádány lyžařské závody. Po zařazení do Světového poháru FIS se jedná o nejdelší závod této série (trať má délku 4480 m) a díky horské kulise Eigeru, Mönchu a Jungfrau pravděpodobně i nejmalebnější. 
Trať se jmenuje podle stejnojmenného vrcholu Lauberhorn 2472 m, pod nímž ve výšce 2315 m začíná, cíl je v 1290 m. První část trati vede po mírném a širokém svahu, který postupně nabírá sklon. Po necelém kilometru přichází se v místě zvaném Hundschopf prudce zužuje a pod skalní stěnou téměř kolmo padá. Trať se jen na chvíli zklidňuje a v další prudké zatáčce přichází znovu strmý úsek vedoucí do železničního podjezdu. Spodní polovina vede lesem s několika strmými prahy až k velmi strmému cílovému svahu.
Průměrný čas sjezdu při světovém poháru na této trati je 2:30 min. Jedná se o velmi náročnou trať, zpravidla se na ní prosazují starší a zkušenější jezdci.
Dne 18. ledna 1991 tu při kvalifikaci závodu SP utrpěl smrtelný úraz dvacetiletý rakouský lyžař Gernot Reinstadler, který upadl na cílovém svahu a praskla mu pánev. Na jeho náhrobním kameni je nápis: "Boží vůle nezná žádné proč."